# Randhir Singh Gentle
Randhir Singh Gentle, né le 22 septembre 1922 et mort le 25 septembre 1981, est un joueur indien de hockey sur gazon.

## Biographie
Il participe à trois éditions des Jeux olympiques avec l'équipe nationale de hockey, remportant la médaille d'or à chaque fois (en 1948, 1952 et 1956). 